# Sternkoralle
Die Sternkoralle (Astroides calycularis) gehört zu den Steinkorallen (Scleractinia). Sie lebt im Süden des westlichen Mittelmeers, an den Küsten des Magreb, Südspaniens und des südlichen Italiens bis in die Höhe von Neapel. Ihr bevorzugter Lebensraum sind Höhlen, Überhänge und Steilwände bis in einer Tiefe von 30 Metern.
Die Polypen haben einen Durchmesser von einem Zentimeter, die Kolonien erreichen meist nur einen Durchmesser von 10 Zentimeter. Die Sternkoralle lebt nicht, wie die meisten anderen Steinkorallen, mit Zooxanthellen in Symbiose. Dadurch kann sie aber auch dunkle Lebensräume besiedeln. Die Sternkoralle lebt ausschließlich vom Planktonfang.
Sternkorallen erinnern wegen ihrer auffälligen Färbung, der Kolonieform und des Lebensraums an die Steinkorallen der Gattung Tubastraea aus dem tropischen Indopazifik.